# Chūai
L'Emperador Chūai (仲哀天皇, Chūai Tennō) és catorzè emperador del Japó que apareix a la tradicional llista d'emperadors.
No existeien dades exactes sobre aquest emperador, cosa que ha dut a molts historiadors a considerar-lo com a llegendari. La tradició li atribueix el naixement el 149 i la mort l'any 200 i situa el començament del seu regnat el 192. Tanmateix al Kojiki hi és mencionat com el pare de l'emperador Ojin (el qual és generalment acceptat com un personatge real), per tant pot tractar-se probablement una figura històrica.

## Llegenda
En le Kojiki i el Nihon Shoki, era fill del príncep Yamato Takeru i, per tant, el nebot de l'emperador Keikō. Sempre segons el Kojiki va ser el pare de l'emperador Ōjin.
Segons diu la llegenda, la seva dona Jingū va ser posseïda per déus desconeguts que prometeren a Chūai riques terres més enllà del mar. Chūai va mirar cap al mar, però no en veié res i refusà de creure en la profecia. Llavors els déus s'enfadaren, li van dir que moriria aviat i no veuria mai aquesta terra promesa, tot i que el fill que esperava la seva dona l'obtindria. La llegenda afirma en aquest moment que Chūai morí poc després i que la seva dona va conquerir aquell país, el Regne de Silla a Corea. Segons una versió de la llegenda, el fill de Chūai nasqué tres anys després la mort del seu pare, cosa que demostra la tesi de la llegenda.